# Susanne Astrup Madsen
Susanne Astrup Madsen (født 13. juli 1991 i Odense) er en dansk håndboldspiller, der spiller for HH Elite. Hun kom til klubben i 2020. Hun har tidligere spillet for GOG, Horsens HK, HC Odense, Team Esbjerg, SønderjyskE Håndbold og Odense Håndbold.